# トゥエンティ・ワン・パイロッツ
トゥエンティ・ワン・パイロッツ（Twenty One Pilots、TWENTY ØNE PILØTS、時々TØPと略される。元々は「Twenty|one|pilots」と表記していた。）は、アメリカ合衆国オハイオ州にて結成された2人組ロックバンドである。バンドは、2009年にリードボーカルのタイラー・ジョゼフと元メンバーのニック・トーマス、クリス・サリフによって結成され、現在はタイラー・ジョゼフとジョシュ・ダンによって構成されている。バンドは、数年のツアーと独立した作品発表を経て、2010年半ばに名声を得た。
2009年に自費出版アルバム「トゥエンティ・ワン・パイロッツ」、2011年に「リージョナル・アット・ベスト」を発表。2012年にフュエルド・バイ・ラーメンと契約を結んだ。2013年、彼らのレーベルデビュー作「ヴェッセル」は全曲がゴールド認定されている史上2番目のアルバム。2015年、4枚目のアルバム「ブラーリーフェイス」で飛躍的な成功を収め、「ストレスド・アウト」「ライド」という2つのヒット曲を生み出した。更に、映画「スーサイド・スクワッド」のサウンドトラック用に録音されたシングル「ヒーサンズ」は、アメリカで最高2位を記録。オルタナティブアーティストとして初めて2つの曲を同時にBillboard Hot 100のトップ10入りさせた。バンドはグラミー賞に数度ノミネートされ、うち最優秀ポップ・デュオ/グループ・パフォーマンスを受賞している。

## メンバー
- タイラー・ジョゼフ (Tyler Joseph、1988年12月1日 - ) ： リードボーカル、ピアノ、ベース、ギター、キーボード、シンセサイザー、ウクレレ、タンバリン

オハイオ州コロンバス市出身。2009年結成時のオリジナルメンバー。結成前にはソロとして2008年にアルバム『No Phun Intended』を発表している。2007にも、NPI project という 「No phun intended」 のプロトタイプを発表した。
- ジョシュ・ダン (Josh Dun、1988年6月18日 - ) ： ドラム、パーカッション、トランペット、コーラス

オハイオ州コロンバス市出身。2010年3月からオハイオ州のバンド、House of Heroesのライブサポートとして活動していたが、同年10月に脱退。2011年にtwenty one pilotsへ加入した。高祖父もしくはその従兄弟はお雇い外国人であるエドウィン・ダン。

## 元メンバー
- ニック・トーマス (Nick Thomas) ： ベース、ピアノ、キーボード、コーラス

2009年結成時のオリジナルメンバー。音楽活動を引退し大学に復学するため、クリスと共に2011年に脱退。
- クリス・サリフ (Chris Salih、1985年9月18日 - ) ： ドラムス、パーカッション

テキサス州出身。2009年結成時のオリジナルメンバー。ニックと共に2011年に脱退。

## 歴史
2009年、大学の同級生であるタイラー・ジョゼフ、ニック・トーマス、クリス・サリフの三人でTwenty One Pilots結成。同年12月にアルバム『Twenty One Pilots』を発売するも、ニックとクリスが脱退。
2011年にHouse of Heroesのライブサポートドラマーだったジョシュ・ダンが加入し、二人体制となる。2012年にFueled by Ramenと契約し、翌年にグレッグ・ウェルズをプロデューサーに迎えた三枚目のアルバム『Vessel』をリリース。2015年にリリースしたアルバム『Blurryface』は全米1位を記録した。

## 音楽性
トゥエンティ・ワン・パイロッツは、ピアノ（時にはキーボードまたはショルダーキーボード）、シンセサイザー、ドラム（電子ドラムと混合することもある）、ボーカル、ときにはウクレレとベースを融合する。彼らの歌は、通常、詩に基づいている（それはジョゼフによって書かれる）。ジョゼフは、詩が長すぎると、歌詞に合わせてラップをする必要があると語っている。
バンドの音楽性はオルタナティブ・ヒップホップ、エレクトロ・ポップ、インディー・ポップ、ロックである。人々が典型的にバンドを特定のジャンルに所属させ、そのバンドを説明するのは難しい。しかし、多くのファン（及びそれ自身）は、技術的に非公式なポップのサブジャンルである 「trash」、及び「スキゾフレニア・ポップ（またの名をスキッゾォ・ポップ）」、に分類している。
彼らの歌の多くにはキリスト教神学についての引喩と神についてのメッセージ（例え暗示であっても）が含まれており、バンドの過去、現在含めた全てのメンバーがキリスト教徒であるが、トゥエンティ・ワン・パイロッツはキリスト教音楽バンドとはみなされていない。

## ファンダム

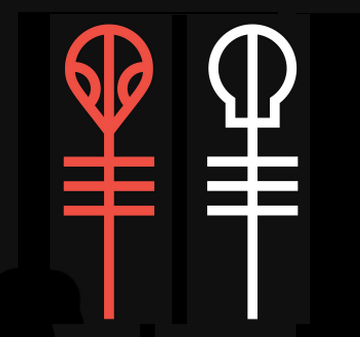
スケルトン・クリークのロゴ

バンドのファンダムは「スケルトン・クリーク（Skeleton Clique）」と呼ばれているが、多くのファンは単に「クリーク（clique)」と呼んでいる。スケルトン・クリークにはロゴが2つあり、長い縦の線にいくつかの短い横線が重なって表示されている。左側にはエイリアン、右側には頭蓋骨のような頭がある。

## ディスコグラフィ

### アルバム
|                                           | タイトル          | 発売日                                                    | チャート | チャート | チャート | チャート | チャート | チャート | チャート | チャート | チャート | チャート | 認定                                          |  |
| US                                        | タイトル          | 発売日                                                    | AUS      | BEL      | CAN      | IRL      | JPN      | NLD      | NZ       | SWI      | UK       |          | 認定                                          |  |
| ----------------------------------------- | ----------------- | --------------------------------------------------------- | -------- | -------- | -------- | -------- | -------- | -------- | -------- | -------- | -------- | -------- | --------------------------------------------- |  |
| 1st                                       | Twenty One Pilots | - 2009年12月29日 - 自主制作 - CD, 音楽配信                | 139      | —        | —        | —        | —        | —        | —        | —        | —        | —        |                                               |  |
| 2nd                                       | Regional at Best  | - 2011年7月8日 - 自主制作 - CD, 音楽配信                  | —        | —        | —        | —        | —        | —        | —        | —        | —        | —        |                                               |  |
| 3rd                                       | Vessel            | - 2013年1月8日 - Fueled by Ramen - CD, CT, LP, 音楽配信   | 21       | 51       | 126      | 29       | 49       | 62       | 62       | —        | —        | 48       | - US：プラチナ - UK：シルバー                 |  |
| 4th                                       | Blurryface        | - 2015年5月19日 - Fueled by Ramen - CD, CT, LP, 音楽配信  | 1        | 11       | 17       | 4        | 9        | 61       | 18       | 5        | 26       | 13       | - US：プラチナ - CAN：プラチナ - UK：ゴールド |  |
| 5th                                       | Trench            | - 2018年10月5日 - Fueled by Ramen - CD, CT, LP, 音楽配信  | 2        | 1        | 7        | 2        | 2        | 75       | 1        | 1        | 5        | 2        | - US: ゴールド - UK: シルバー - CAN: ゴールド |  |
| 6th                                       | Scaled and Icy    | - 2021年05月21日 - Fueled by Ramen - CD, CT, LP, 音楽配信 | -        | -        | -        | -        | -        | -        | -        | -        | -        | -        |                                               |  |
| 7th                                       | Clancy            | - 2024年05月24日 - Fueled by Ramen - CD, CT, LP, 音楽配信 | -        | -        | -        | -        | -        | -        | -        | -        | -        | -        |                                               |  |
| "—"は未発売またはチャート圏外を意味する。 |                   |                                                           |          |          |          |          |          |          |          |          |          |          |                                               |  |

### シングル
|                                           | タイトル          | 発売日         | チャート | チャート | チャート | チャート | チャート | チャート | チャート | チャート | チャート | 認定                                                                                               |
| US                                        | タイトル          | 発売日         | AUS      | BEL      | CAN      | ITA      | JPN      | NZ       | SWI      | UK       |          | 認定                                                                                               |
| ----------------------------------------- | ----------------- | -------------- | -------- | -------- | -------- | -------- | -------- | -------- | -------- | -------- | -------- | -------------------------------------------------------------------------------------------------- |
| 1st                                       | Holding On to You | 2012年9月11日  | -        | -        | -        | -        | -        | -        | -        | -        | -        | - US：ゴールド                                                                                     |
| 2nd                                       | Guns for Hands    | 2012年12月26日 | -        | -        | -        | -        | -        | 21       | -        | -        | -        | -                                                                                                  |
| 3rd                                       | Lovely            | 2013年4月17日  | -        | -        | -        | -        | -        | 67       | -        | -        | -        | -                                                                                                  |
| 4th                                       | House of Gold     | 2013年8月6日   | -        | -        | -        | -        | -        | -        | -        | -        | -        | - US：ゴールド                                                                                     |
| 5th                                       | Fake You Out      | 2013年9月15日  | -        | -        | -        | -        | -        | -        | -        | -        | -        | -                                                                                                  |
| 6th                                       | Car Radio         | 2014年3月18日  | -        | -        | -        | -        | -        | -        | -        | -        | -        | - US：プラチナ                                                                                     |
| 7th                                       | Fairly Local      | 2015年3月17日  | 84       | -        | -        | -        | -        | -        | -        | -        | -        | -                                                                                                  |
| 8th                                       | Tear in My Heart  | 2015年4月6日   | 82       | -        | -        | 87       | -        | 68       | -        | -        | -        | - US：プラチナ - CAN：ゴールド                                                                     |
| 9th                                       | Stressed Out      | 2015年4月28日  | 2        | 2        | 3        | 3        | 7        | -        | 5        | 2        | 12       | - US：4×プラチナ - CAN・AUS・ITA：3×プラチナ - NZ：2×プラチナ - ENG・BEL：プラチナ - SWI：ゴールド |
| 10th                                      | Lane Boy          | 2015年5月4日   | -        | -        | -        | -        | -        | -        | -        | -        | -        | -                                                                                                  |
| 11th                                      | Ride              | 2015年5月12日  | 5        | 18       | 12       | 13       | 23       | -        | 10       | 24       | 47       | - US・AUS：プラチナ - BEL・ITA・CAN・NZ：ゴールド                                                  |
| 12th                                      | Heathens          | 2016年6月16日  | 4        | 4        | 36       | 5        | 14       | -        | 2        | 7        | 5        | - US・CAN・NZ：ゴールド - ENG：シルバー                                                            |
| 13th                                      | Cancer            | 2016年9月14日  | 91       | 53       | -        | 75       | -        | -        | -        | -        | 93       | |
| "—"は未発売またはチャート圏外を意味する。 |                   |                |          |          |          |          |          |          |          |          |          | |

## 受賞・ノミネート
| 年     | 音楽賞                                             | 賞                                           | 対象             | 結果       |
| ------ | -------------------------------------------------- | -------------------------------------------- | ---------------- | ---------- |
| 2013年 | 2013 MTV Video Music Awards                        | アーティスト・トゥ・ウォッチ賞               | -                | ノミネート |
| 2013年 | 2013 MTV Europe Music Awards                       | 最優秀プッシュ・アクト賞                     | Stressed Out     | ノミネート |
| 2014年 | オルタナティヴ・プレス・ミュージック・アワード2014 | 最優秀アルバム賞                             | Vessel           | ノミネート |
| 2014年 | オルタナティヴ・プレス・ミュージック・アワード2014 | 最優秀ライブ・バンド賞                       | -                | ノミネート |
| 2014年 | オルタナティヴ・プレス・ミュージック・アワード2014 | 最優秀ブレイクスルー・バンド賞               | -                | ノミネート |
| 2015年 | オルタナティヴ・プレス・ミュージック・アワード2015 | 最優秀ライブ・バンド賞                       | -                | ノミネート |
| 2015年 | オルタナティヴ・プレス・ミュージック・アワード2015 | 最優秀デディケイテッド・ファン賞             | -                | ノミネート |
| 2015年 | オルタナティヴ・プレス・ミュージック・アワード2015 | 最優秀Tumblrファンダム賞                     | -                | ノミネート |
| 2015年 | ティーン・チョイス・アワード2015                   | ロック・ソング部門                           | Tear in My Heart | ノミネート |
| 2016年 | iHeartRadio・ミュージック・アワード2015            | 最優秀オルタナティヴ・ロック・アーティスト賞 | -                | 受賞       |
| 2016年 | iHeartRadio・ミュージック・アワード2015            | 最優秀オルタナティヴ・ロック・ソング賞       | Stressed Out     | 受賞       |
| 2016年 | ビルボード・ミュージック・アワード2016             | トップ・デュオ/グループ賞                    | -                | ノミネート |
| 2016年 | ビルボード・ミュージック・アワード2016             | トップ・ロック・アーティスト賞               | -                | 受賞       |
| 2016年 | ビルボード・ミュージック・アワード2016             | トップ・ロック・ソング賞                     | Stressed Out     | ノミネート |
| 2016年 | ビルボード・ミュージック・アワード2016             | トップ・ロック・アルバム賞                   | Blurryface       | 受賞       |
| 2016年 | オルタナティヴ・プレス・ミュージック・アワード2016 | 最優秀アーティスト賞                         | -                | 受賞       |
| 2016年 | オルタナティヴ・プレス・ミュージック・アワード2016 | 最優秀アルバム賞                             | Blurryface       | 受賞       |
| 2016年 | オルタナティヴ・プレス・ミュージック・アワード2016 | 最優秀ミュージック・ビデオ賞                 | Stressed Out     | ノミネート |
| 2016年 | ケラング!アワード                                  | 最優秀ライブ・バンド賞                       | -                | ノミネート |
| 2016年 | ケラング!アワード                                  | 最優秀ファンベース賞                         | -                | 受賞       |
| 2016年 | ティーン・チョイス・アワード2016                   | ロック・ソング部門                           | Stressed Out     | ノミネート |
| 2016年 | ティーン・チョイス・アワード2016                   | グループ楽曲部門                             | Stressed Out     | ノミネート |
| 2016年 | 2016 MTV Video Music Awards                        | 最優秀ロック・ビデオ賞                       | Heathens         | 受賞       |